# Nenișori
Nenișori – wieś w Rumunii, w okręgu Jałomica, w gminie Armășești. W 2011 roku liczyła 236 mieszkańców.